# Niš
Niš (v srbské cyrilici Ниш, ve starověku latinsky Naissus) je město na jihovýchodě Srbska. Se svými 260 237 obyvateli (2011) je třetím největším městem země. Je centrem Nišavského okruhu. Jedná se o významné průmyslové centrum, dopravní křižovatku a turisticky navštěvovanou destianci s řadou památek, jakými jsou např. místní pevnost, Ćele kula nebo Mediana.

## Přírodní a klimatické poměry
Město se rozkládá v Nišské kotlině východně od soutoku řek Nišavy a Jižní Moravy v nadmořské výšce 194 m n. m. Tvar města kopíruje tvar roviny, která je protáhlá ve směru východ-západ a užší ve směru sever jih. Její rozloha činí 620 km². Město obklopují kopce Kalafat (837 m n. m.), Batalovac (707 m n. m.), Crni vrh (683 m n. m.) a Popova glava. Dále potom i pohoří Svrljuška planina, Suva planina a Jastrebac. Bližší velká města jsou Priština (128 km daleko), Sofie (155 km) nebo Bělehrad (235 km)
| údaj/měsíc                     | leden         | únor         | březen       | duben        | květen       | červen       | červenec     | srpen        | září         | říjen        | listopad     | prosinec     | ročně          |
| ------------------------------ | ------------- | ------------ | ------------ | ------------ | ------------ | ------------ | ------------ | ------------ | ------------ | ------------ | ------------ | ------------ | -------------- |
| absolutní maximum, °C (°F)     | 21,7 (71,1)   | 25,0 (77)    | 28,6 (83,5)  | 33,0 (91,4)  | 34,7 (94,5)  | 40,3 (104,5) | 44,2 (111,6) | 42,2 (108)   | 38,6 (101,5) | 35,0 (95)    | 29,0 (84,2)  | 22,2 (72)    | 44,2 (111,6)   |
| maximum, °C (°F)               | 5,0 (41)      | 7,5 (45,5)   | 13,0 (55,4)  | 18,4 (65,1)  | 23,8 (74,8)  | 27,1 (80,8)  | 29,8 (85,6)  | 30,1 (86,2)  | 25,0 (77)    | 19,3 (66,7)  | 11,9 (53,4)  | 6,1 (43)     | 18,1 (64,6)    |
| průměr, °C (°F)                | 0,6 (33,1)    | 2,4 (36,3)   | 7,0 (44,6)   | 12,2 (54)    | 17,1 (62,8)  | 20,4 (68,7)  | 22,5 (72,5)  | 22,3 (72,1)  | 17,4 (63,3)  | 12,3 (54,1)  | 6,4 (43,5)   | 2,1 (35,8)   | 11,9 (53,4)    |
| minimum, °C (°F)               | −2,2 (28)     | −1,4 (29,5)  | 2,3 (36,1)   | 6,4 (43,5)   | 11,0 (51,8)  | 13,8 (56,8)  | 15,4 (59,7)  | 15,4 (59,7)  | 11,5 (52,7)  | 7,4 (45,3)   | 2,6 (36,7)   | −0,8 (30,6)  | 6,8 (44,2)     |
| absolutní minimum, °C (°F)     | −23,4 (−10,1) | −19,3 (−2,7) | −13,2 (8,2)  | −5,6 (21,9)  | −1,0 (30,2)  | 4,2 (39,6)   | 4,1 (39,4)   | 4,6 (40,3)   | −2,2 (28)    | −6,8 (19,8)  | −14,0 (6,8)  | −15,8 (3,6)  | −23,4 (−10,1)  |
| úhrn srážek (mm)               | 38,8 (1,528)  | 36,8 (1,449) | 42,5 (1,673) | 56,6 (2,228) | 58,0 (2,283) | 57,3 (2,256) | 44,0 (1,732) | 46,7 (1,839) | 48,0 (1,89)  | 45,5 (1,791) | 54,8 (2,157) | 51,5 (2,028) | 580,3 (22,846) |
| dny se srážkami                | 13            | 13           | 12           | 13           | 12           | 11           | 9            | 8            | 9            | 9            | 11           | 14           | 134            |
| dny se sněhem                  | 10            | 9            | 5            | 1            | 0            | 0            | 0            | 0            | 0            | 0            | 3            | 8            | 37             |
| relativní vlhkost              | 80            | 74           | 66           | 63           | 65           | 65           | 61           | 61           | 69           | 73           | 77           | 81           | 70             |
| měsíční počet slunečných hodin | 64,5          | 93,3         | 147,8        | 171,5        | 220,9        | 251,2        | 286,7        | 274,3        | 201,9        | 150,5        | 85,9         | 49,4         | 1.997,7        |

Maximální zaznamenaná teplota zde dosáhla 44,2 °C v červnu 2007 a nejnižší -23,7 °C v lednu 1963. Průměrná letní teplota se v červenci pohybuje v rozmezí 20–23 °C, v horských oblastech okolo 13–17 °C. Po roce 1950 bylo 9 z deseti nejteplejších let zaznamenáno po roce 2000.
Sníh se udrží v Niši průměrně 43 dní v roce, prší v průměru 123 dní v roce. Průměrný roční úhrn srážek zde činí 589,6 mm na m2 Od roku 1889 zaznamenává počasí pravidelně meteorologická stanice, která se nachází na místní pevnosti.

## Název
V době, kdy v místě dnešního města existovalo keltské osídlení, je doložen název, který se do dnešního srbského jazyka používá v podobě Vilin grad, tedy město víl. Je to předchůdce dnešního názvu. Později jej převzali starověcí Řekové, kteří zde měli kolonii s názvem Naissos (starořecky Ναισσός).
Název města Niš je zaznamenán v řadě historických zdrojů z období od středověku až do současnosti. Současný název se do řady jazyků vyvinul z jedné podoby. Historicky jsou doložené podoby názvu: Naissus, Nais, Nisus, Νισσα, Ναισσός, Νισος, نیش (Niş), Niš.

## Historie

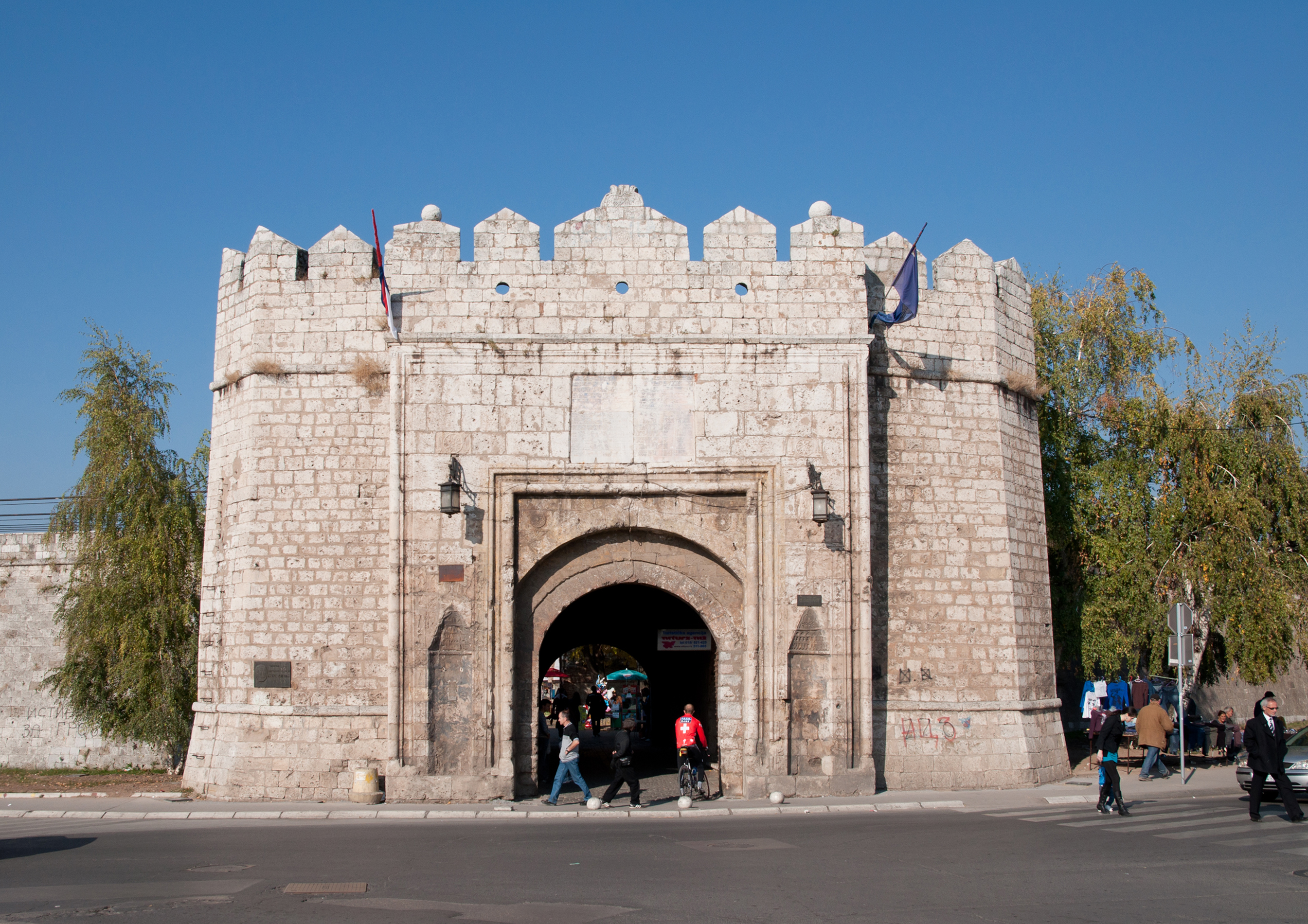
Nišská pevnost

Niš patří mezi nejstarší města Balkánu. Ve 3. století př. n. l. zahnali Keltové Illyry z oblasti Niše a založili město Navissos. Římané město dobyli roku 75 př. n. l. a přejmenovali Navissos na Naissus, které se vyvinulo na jeden z nejdůležitějších vojenských táborů na Balkáně. Městem vedla strategická silnice Via Militaris, která spojovala Konstantinopol přes linii Adrianopolis (dnešní Edirne)-Philippopolis (dnešní Plovdiv)-Serdica (dnešní Sofie)-Naissus se Singidunem (dnešní Bělehrad). Roku 274 se zde narodil Konstantin I. Veliký, který jako římský císař legalizoval křesťanství. Také západořímský císař Constantius III. pochází z Niše.
Po roce 395 patřilo město Naissus Východořímské (Byzantské) říši. Kolem roku 580 se v okolí města Naissus začali usazovat první Slované a v jejich jazyce se jméno města změnilo na Niš.
Městem, které bylo situováno na trase mezi západním světem a Cařihradem procházely často křížové výpravy. Turci poprvé obléhali Niš v roce 1386, tři roky před bitvou na Kosově poli. V roce 1454 padla Niš do rukou Turků definitivně.
Po Berlínském kongresu připadla Niš zpět Srbsku. To se zavázalo nicméně přes město vybudovat železniční spojení a nedlouho poté proto byla Niš napojena železničně jak na Bělehrad, tak i na Istanbul. Město se díky tomu začalo rozvíjet také jako železniční uzel a průmyslové centrum.
V roce 1914 přesunuli Srbové po vypuknutí první světové války své úřady právě do Niše, neboť byli srbští političtí představitelé toho názoru, že tam bude velení i vláda v bezpečí. Nicméně, jakmile se roku 1915 do války zapojilo také Bulharsko, Niš byla obsazena. I během druhé světové války byla Niš těžce poškozena. Ve městě byl zřízen koncentrační tábor.

## Obyvatelstvo

### Struktura obyvatelstva

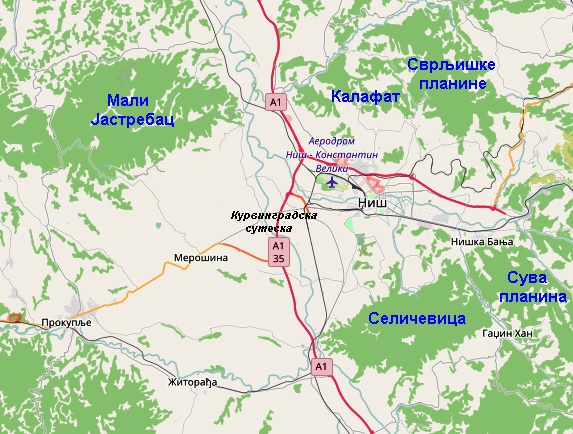
Nišská kotlina obklopená kopci.

Na základě údajů ze sčítání lidu z roku 2022 žilo v Niši 249 501 obyvatel. O deset let dříve to bylo okolo 260 tisíc, z čehož 183 164 tehdy bydlelo v samotném městě a zbytek v jeho širším území, které zahrnuje vzdálenější sídla. Statistická ročenka srbského Republikového úřadu pro statistiku (srbsky Републички завод за статистику) eviduje v roce 2007 celkem 254 164 obyvatel. Uvedený počet obyvatel představuje 65,6 % obyvatel Nišavského okruhu.
Podle věkových skupin spadá cca 36 tisíc obyvatel Niše do kategorie 0-14 let, 180 tisíc lidí do kategorie 15-64 let a 43 tisíc lidí je starších 65 let věku. Jen v období let 1991 až 2011 se počet mladých snížil o téměř deset tisíc na celkovém podílu počtu obyvatel Niše. Jen za druhou dekádu 21. století se průměrný věk obyvatel města Niš zvýšil o 1,5 roku, také mimo jiné i vlivem ekonomické migrace obyvatel z města směrem do západní Evropy.[zdroj?] Počet obyvatel města Niše nicméně mírně roste, přestože v případě celého Nišavského okruhu setrvale klesá. Počet obyvatel se zvyšuje z důvodu sestěhovávání obyvatel do Niše; přirozený přírůstek je zde již od 90. let 20. století negativní.

### Národnostní poměry
Z hlediska národnostní statistiky je město značně homogenní. 93,47 % místních obyvatel se hlásí k srbské národnosti. 2,56 % obyvatel uvedlo romskou národnost a 0,42 % se deklarovalo jako Černohorci. Zastoupení dalších národností je ještě nižší. Přepokládá se, že v Niši žijí jednotky tsíc Romů.

### Náboženské poměry
Drtivá většina obyvatelstva se hlásí k pravoslavné církvi. Menšinově je zastoupen ale i islám, Římskokatolická církev a židovství. Ve městě se nachází např. Islam-agova mešita (z roku 1870) a synagoga.

## Administrativní dělení

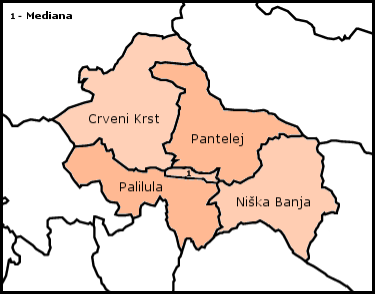
Opštiny města Niš.

Od roku 2004 je město Niš rozděleno z administrativního hlediska na pět městských opštin: Medijana, Palilula, Pantelej, Crveni Krst a Niška Banja. První z nich zahrnuje především střed města, zbylé čtyři potom i okolní sídla, která administrativně spadají pod město. Statut města Niš vymezuje, co přísluší k rozhodování městu Niš a co jednotlivým opštinám (de facto městským částem).
| Název       | Rozloha v km² | Počet obyvatel (1991) | Počet obyvatel (2002) | Počet obyvatel (2011) |
| Medijana    | 16            | 88 602                | 87 405                | 85 969                |
| Palilula    | 117           | 73 610                | 72 165                | 73 801                |
| Crveni Krst | 181           | 34 062                | 33 452                | 32 301                |
| Pantelej    | 141           | 43 371                | 42 137                | 53 486                |
| Niška Banja | 147           | 15 325                | 15 359                | 14 680                |
| Město Niš   | 597           | 254 970               | 250 518               | 260 237               |

## Kultura

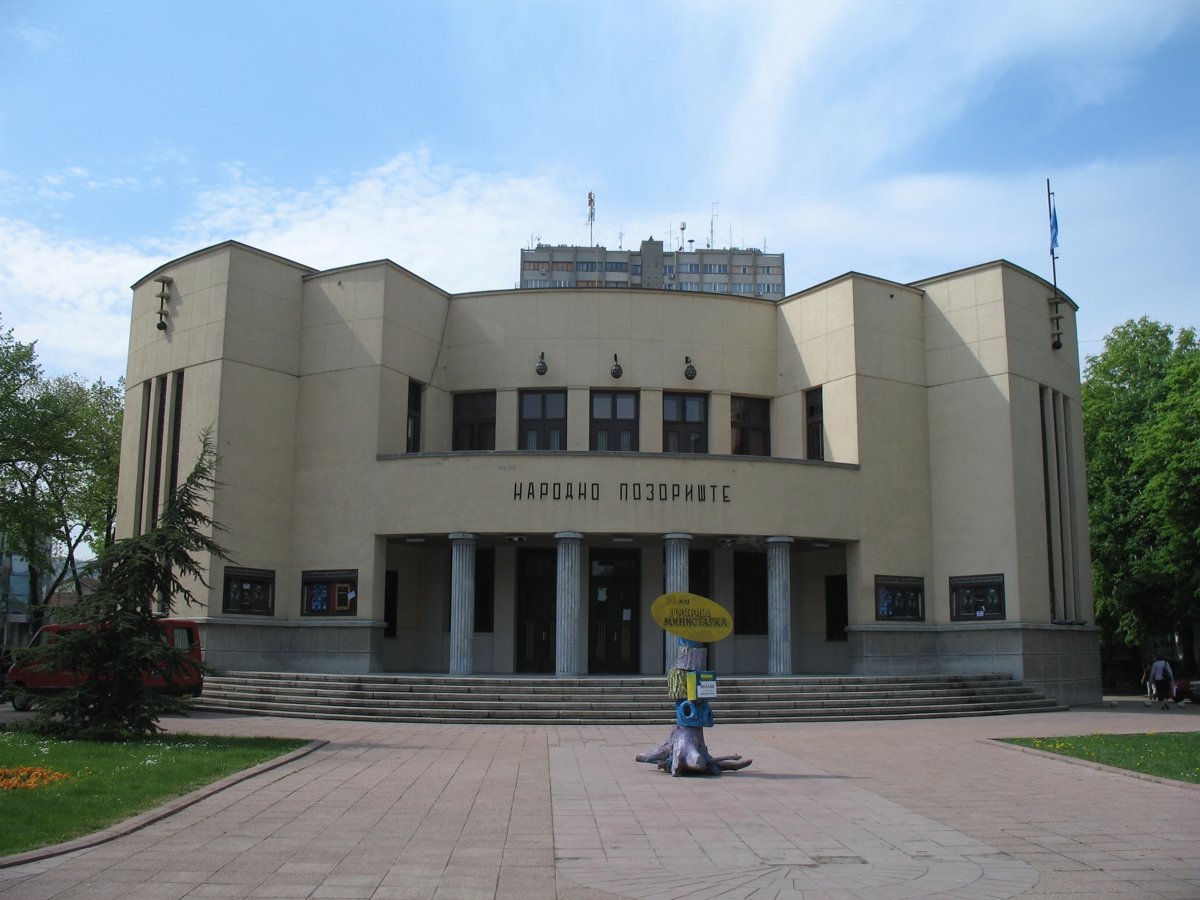
Budova národního divadla

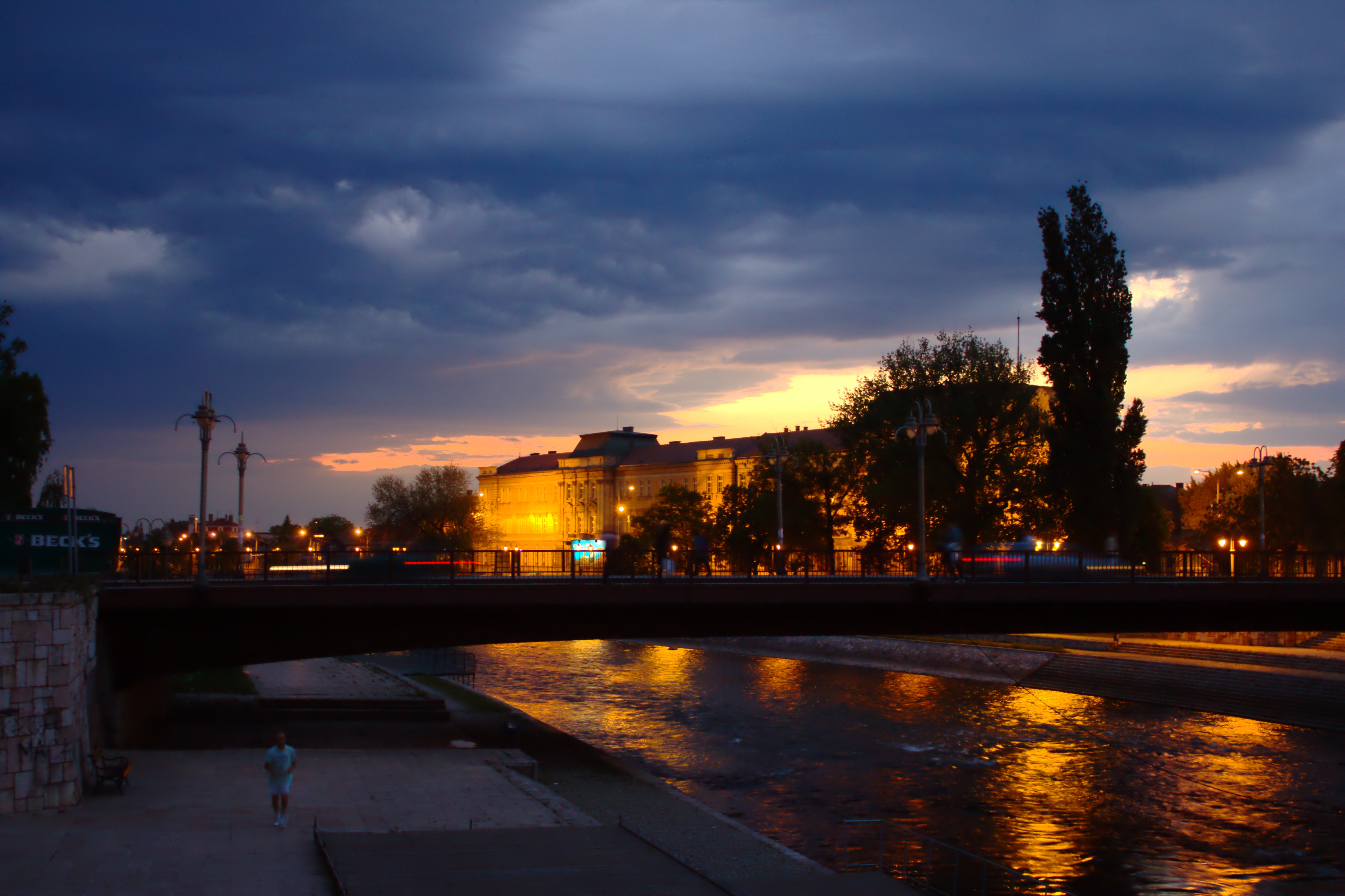
Večerní pohled na řeku Nišavu

### Kulturní instituce
Místní pobočka srbského Národního muzea byla založena roku 1933 a do současné doby získala na 40 000 exponátů. Významné jsou především archeologické sbírky a sbírky z období nejstarších dějin. Shromážděny jsou zde i artefakty z naleziště Mediana, které se nachází východně od samotného města a i v současné době je hojně navštěvováno. Nechybí ani exponáty z období středověku a nové doby.
V Niši sídlí dále i místní pobočka Národního divadla, která byla založena v roce 1887 jako Sinđelićovo divadlo. Její budova leží naprosti Sinđelićově náměstí. Místní loutkové divadlo bylo ustanoveno roku 1951 a v roce 1977 získalo novou brutalistní budovu se sálem o kapacitě 212 míst. Leží na bulváru Zorana Đinđiće při náměstí zbudovaném s panelovými domy ve stejné době. V rámci města působí rovněž i symfonický orchestr, který byl založen po druhé světové válce.
Místní pobočka srbské národní knihovny byla v Niši založena v roce 1897 a nese jméno realistického spisovatele Stevana Sremace. Univerzitní knihovna je pojmenována po Nikolovi Teslovi. Dříve sídlily ve městě dvě velké vydavatelské společnosti (Gradina a Prosveta).
V Niši rovněž působí i Galerie současného umění (srbsky Галерија савремене уметности) a několik menších galerií které jsou umístěny v soukromých prostorách. Jedna se nachází např. v objektu místní synagogy, dále zde působí Galerie 77, Galerie NKC a jako výstavní prostor je užíván rovněž i jeden z objektů v místní pevnosti.
Kulturní aktivity pořádá rovněž i Dům armády (srbsky Dom vojske).[zdroj?] V neposlední řadě má město Niš i svoje kulturní centrum, které pořádá různé výstavy nebo přednášky. Specifickou institucí je potom kulturní centrum pro děti (srbsky Дечији културни центар) a Studentské kulturní centrum.
Mezi další kulturní instituce, které se nachází v Niši, patří také historický archiv a Ústav pro ochranu kulturních památek (srbsky Завод за заштиту споменика).
Působí tu rovněž i Ruské centrum.

### Kulturní akce
Ve městě se každoročně koná jazzový hudební festival Nišvil, který navštěvuje okolo 20 tisíc lidí. Kromě toho se v Niši (v areálu bývalé pevnosti) koná každoročně také knižní festival, Filmová setkání (srbsky Filmski susreti), říjnové slavnosti (srbsky Oktobarske svečanosti) a různé další kulturní akce.

### Kulturní památky/pamětihodnosti

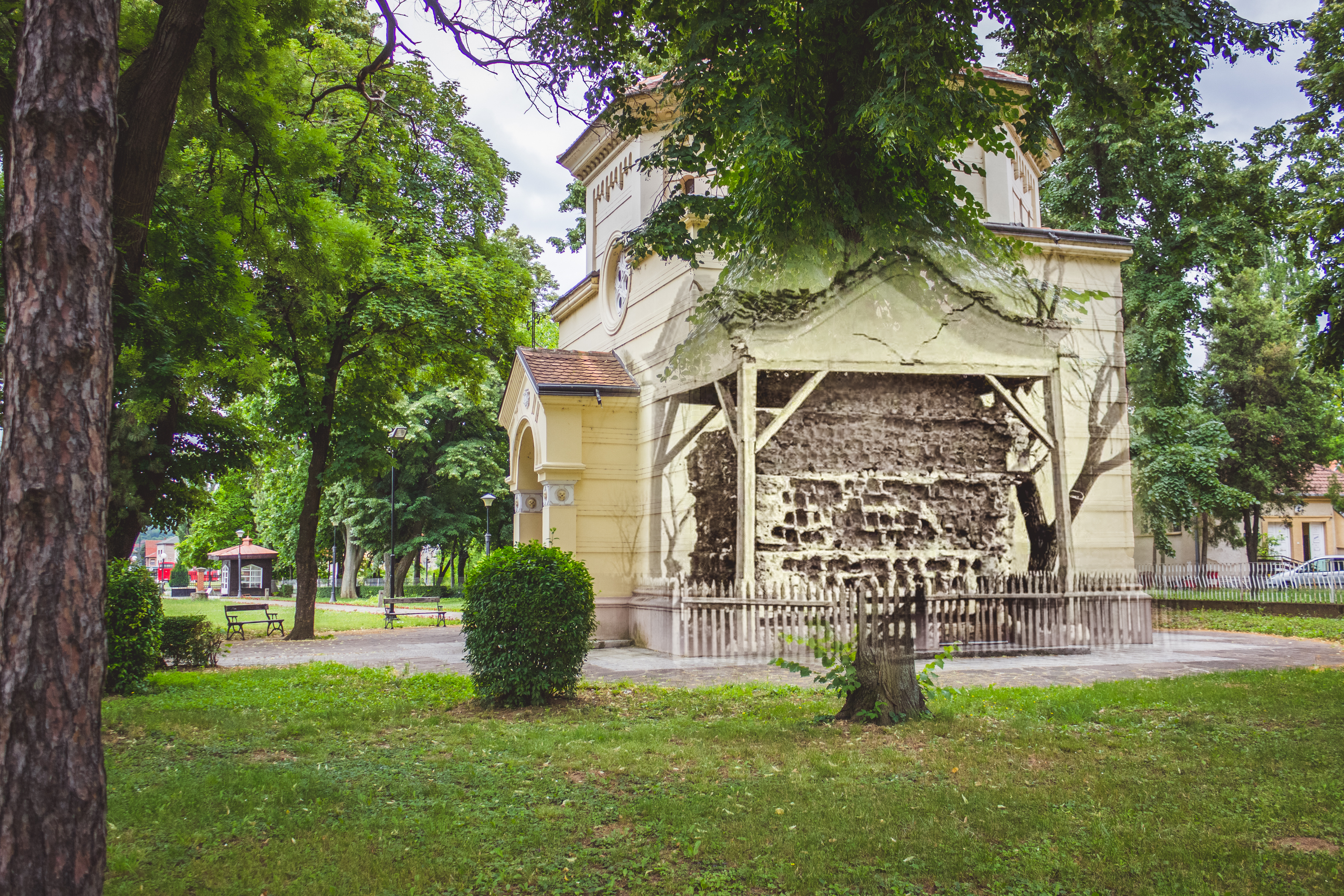
Památník Ćele kula.

Na území města Niše se nachází celá řada staveb, které jsou památkově chráněné. Celkem na území města leží 66 archeologických nalezišť a 265 kulturních památek. Pet z nich má statut kulturní památky mimořádného významu. Některé významnější a jiné zajímavé stavby jsou uvedeny zde:
- Nišská pevnost je symbolem města. Původně turecké opevnění z 18. století[18] se dochovalo do moderní doby, zničena však byla většina staveb, které byly za hradbami umístěny.
- Koncentrační tábor Crveni krst z období německé okupace během druhé světové války dnes slouží jako muzeum.
- Ćele kula, věž lebek na jižním okraji Niše, památník postavený po srbských povstáních.
- Památník Bubanj, brutalistický památník na jihozápadním okraji města, připomínající místní oběti z druhé světové války.[21]
- Mediana, lokalita s antickými nálezy z dob existence Římské říše. V rámci ní bylo v roce 1936 postaveno muzeum, od roku 2019 bylo uzavřeno[3] a roku 2022 rekonstruováno.[22]
- Památník osvoboditelům Niše na náměstí krále Milana v centru města.
- Památník krále Aleksandra Karađorđeviće (jezdecká socha).
- Dům učitelů v Niši na Sinđelićově náměstí v centru města, kulturní památka.
- Kazandžijsko sokače, dochovaná část starého tržiště (čaršija)[23] z doby před předáním města Srbsku od turecké nadvlády. Nachází se zde památník spisovatele Stevana Sremce a Kalčo z jeho díla Ivkova slava
- Budova bánoviny z meziválečné éry, kde dnes sídlí Nišská univerzita.
- Dům Stambolijských, historická budova v centru Niše v duchu osmanské architektury a dnes kulturní památka.
- Dům důstojníků, rekonstruovaný v roce 2015. V domě se pořádají různé výstavy.

Kromě těchto památek má Niš jako průmyslové město značné dědictví z hlediska průmyslových objektů. Mezi tyto budovy patří např. kožedělná továrna Đuka Dinić z roku 1910, textilní továrna Niteks původně z roku 1866, staré skladiště tabákové společnosti Monopol, budova pivovaru, strojírenský závod a další.

### Náboženské stavby

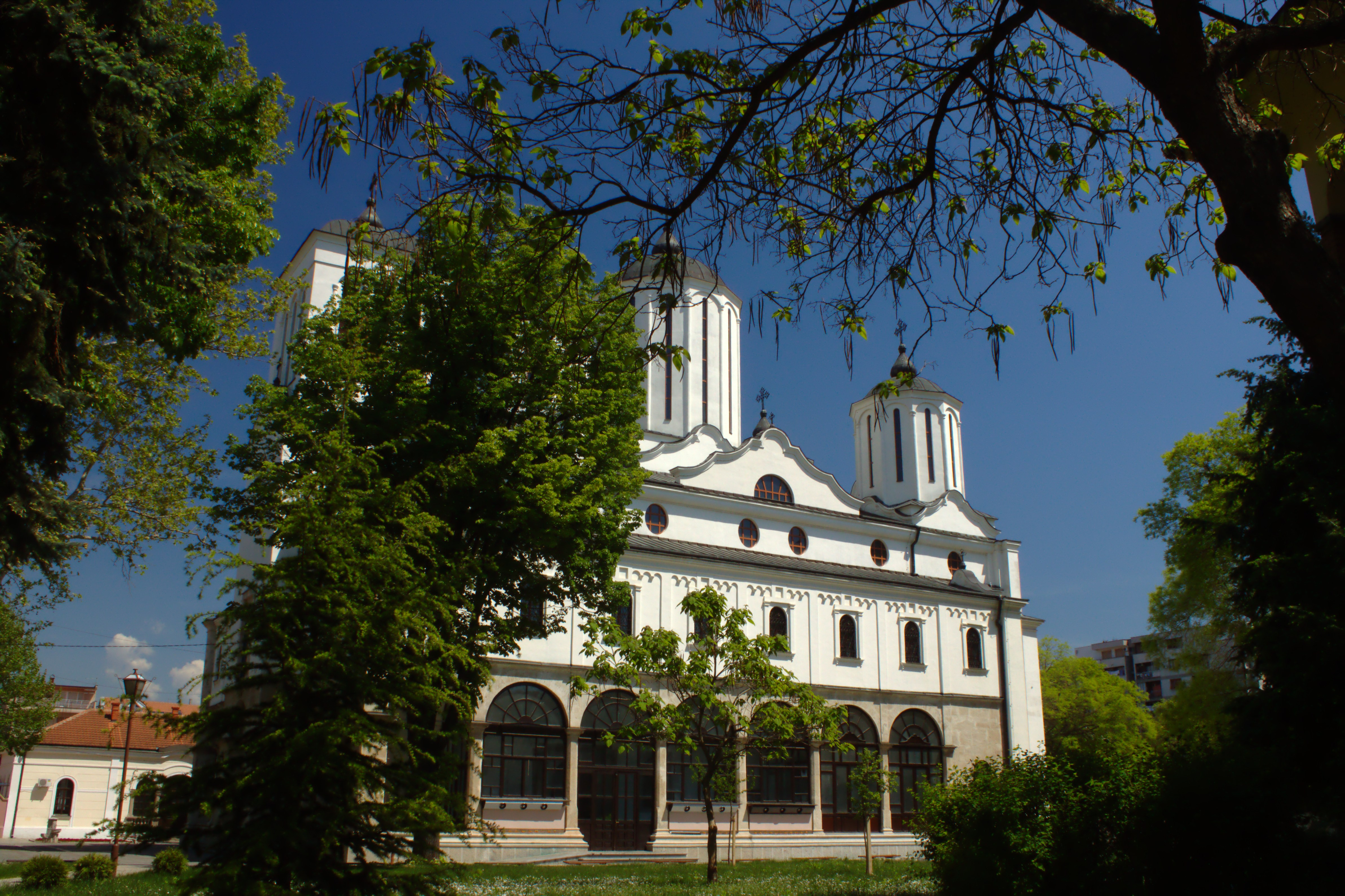
Kostel sv. Mikuláše v Niši

Mezi náboženské stavby vyššího významu patří např. kostel svatého Mikuláše (srbsky Crkva svetog Nikole) z roku 1863, dále potom katedrální chrám Svaté trojice (srbsky Saborna crkva) z r. 1878, chrám císaře Konstantina a carevny Jeleny, kostel svatého Pantelejmona a mnohé další.
Nišská synagoga byla postavena roku 1925, nicméně židovský svatostánek stál v Niši již v 17. století. V současné době slouží objekt synagogy jako galerie. V západní části města stojí také židovský hřbitov, který obklopuje část města, která podle něj získala i svůj název.
Ismail-agova mešita byla postavena roku 1870. Druhým dochovaným muslimským svatostánkem v Niši je potom Bali begova mešita v Nišské pevnosti. Nejstarší mešita je hasan-begova z roku 1737, ta se však dochovala do současné doby jen jako těžce poničená stavba.

## Životní prostředí a veřejná zeleň

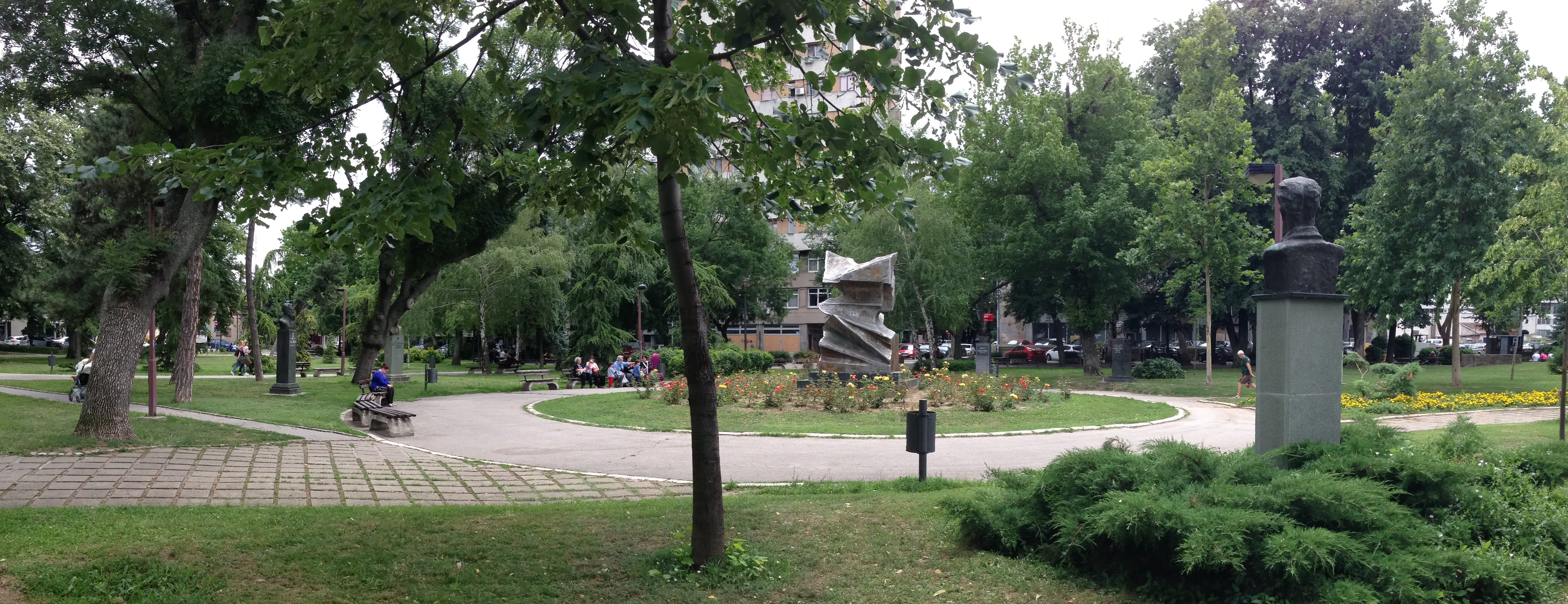
Park osvoboditelů Niše.

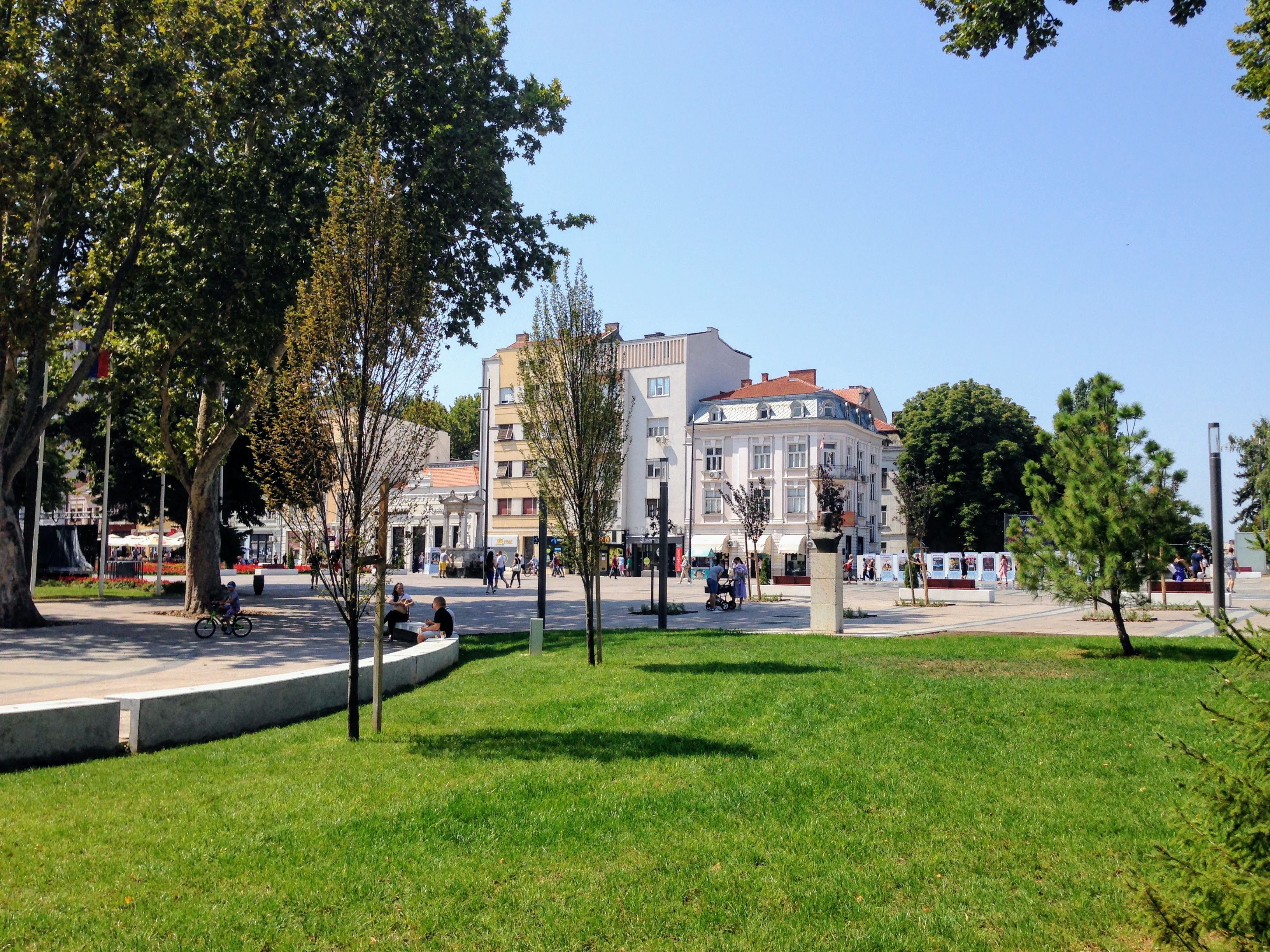
Stejný park se sochami.

Stejně jako řadu jiných měst na Balkáně, i Niš trápí znečištění ovzduší. V roce 2020 schválilo město plán pro zlepšení kvality ovzduší. Za hlavní viníky bylo označeno nekvalitní vytápění, městská skládka a špatná paliva pro topení. V roce 2026 by místní teplárna měla přestat používat fosilní paliva pro vytápění.
Město Niš má ve srovnání s řadou měst v regionu mnohem méně zelených ploch.
V Niši se také nachází malá (2,5 ha) botanická zahrada.
Místní povrchové vody jsou znečištěné, kvalita vodních toků, které pramení především v horských oblastech, je však dobrá. Na území města se také nachází geotermální prameny.

### Parky a veřejná zeleň

#### Město Niš
- Niška Banja, lázně vzdálené 10 km od města, v podhůří Suve planiny.
- Čair, městský park
- Park Svatého Sávy, městský park ve středu Niše
- V 3. dekádě 21. století získalo parkovou úpravu i nábřeží řeky Nišavy (Kej).[31]

#### Okolí města
- Kamenički vis, oblíbený cíl výletů a resort pro zimní sporty
- Sićevacká soutěska, kaňon řeky Nišavy[32]
- Oblaćinské jezero, přírodní jezero 20 km daleko od Niše
- Cerjanská jeskyně[32], 14 km vzdálená od Niše
- Jelašnická soutěska[32], v údolí Jelašnieké řeky

V Niši se nenachází zoologická zahrada; v roce 1860 zde byl ale zřízen jezdecký klub, který se postupem času rozrostl do podoby menšího zooparku.

## Ekonomika

### Průmysl

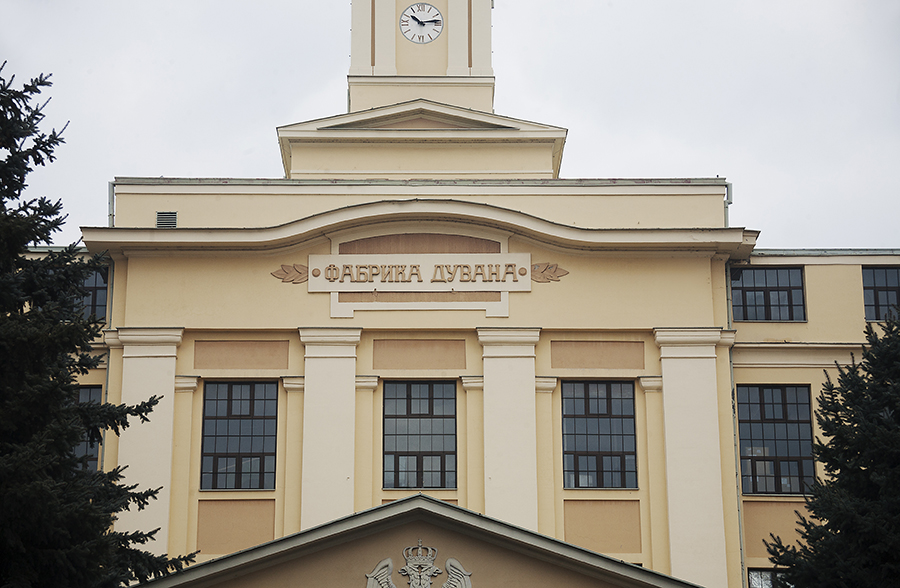
Bývalá továrna na tabák (DIN) v Niši.

Niš má zastoupenu celou řadu průmyslových odvětví, které se rozvíjely především za časů existence socialistické Jugoslávie. Mezi ně patří např. strojírenství, zpracování tabáku, nebo výroba elektroniky. V roce 1981 mělo město ve srovnání s celojugoslávským průměrem 110 % životní úrovně země. Sídlily zde společnosti Elektronska industrija Niš, Duvanska industrija Niš, Mašinska industrija Niš, Niteks, Vulkan, Niška pivara, Niška banka, Nišpromet a Agropromet. Průmysl umožnil silný ekonomický rozvoj města i regionu. Nachází se zde také zásobníky ropy.
Skutečnost, že Niš je průmyslové centrum regionu, dodává i fakt, že v této oblasti zde pracuje okolo 20 tisíc lidí. V obchodě a ve službách je zaměstnáno 13 tisíc lidí, v sociálních službách a zdravotnictví je to okolo sedmi tisíc osob. Průmyslové oblasti jsou umístěny v západní a severozápadní části města, v blízkosti hlavní železniční stanice. Areál společnosti Elektronska industrija Niš je umístěn v jihovýchodní části města, přímo v blízkosti archeologického naleziště Mediana.
Továrna na výrobu cigaret (Duvanska industrija Niš) zde byla otevřena v roce 1911. Roku 1999 byla továrna v rámci Operace Spojenecká síla bombardována vojsky NATO a roku 2003 prodána společnosti Philip Morris.
Ekonomické oživení probíhá od roku 2000, město však ve své ekonomické úrovni nedosahuje průměru ekonomického výkonu Srbska. V roce 2003 se obrátil nepříznivý trend nárůstu počtu nezaměstnaných, který probíhal po celá 90. léta 20. století. Těžký propad výroby byl zaznamenán v letech 1993 (mezinárodní sankce) a 1999 (bombardování). V roce 2017 zde byla otevřena jedna ze čtrnácti volných ekonomických zón v Srbsku. V roce 2019 dosáhl průměrný plat v Niši hodnoty cca 51 000 RSD (cca 11 000 Kč). Na přelomu 2. a 3. dekády byl v Niši budován vědeckotechnologický park, který měl i nadále pomoci zvýšit míru ekonomického rozvoje města. Celkem na území města působí okolo 9700 právnických osob, 93,7 % z nich jsou soukromé subjekty.

### Výstavnictví

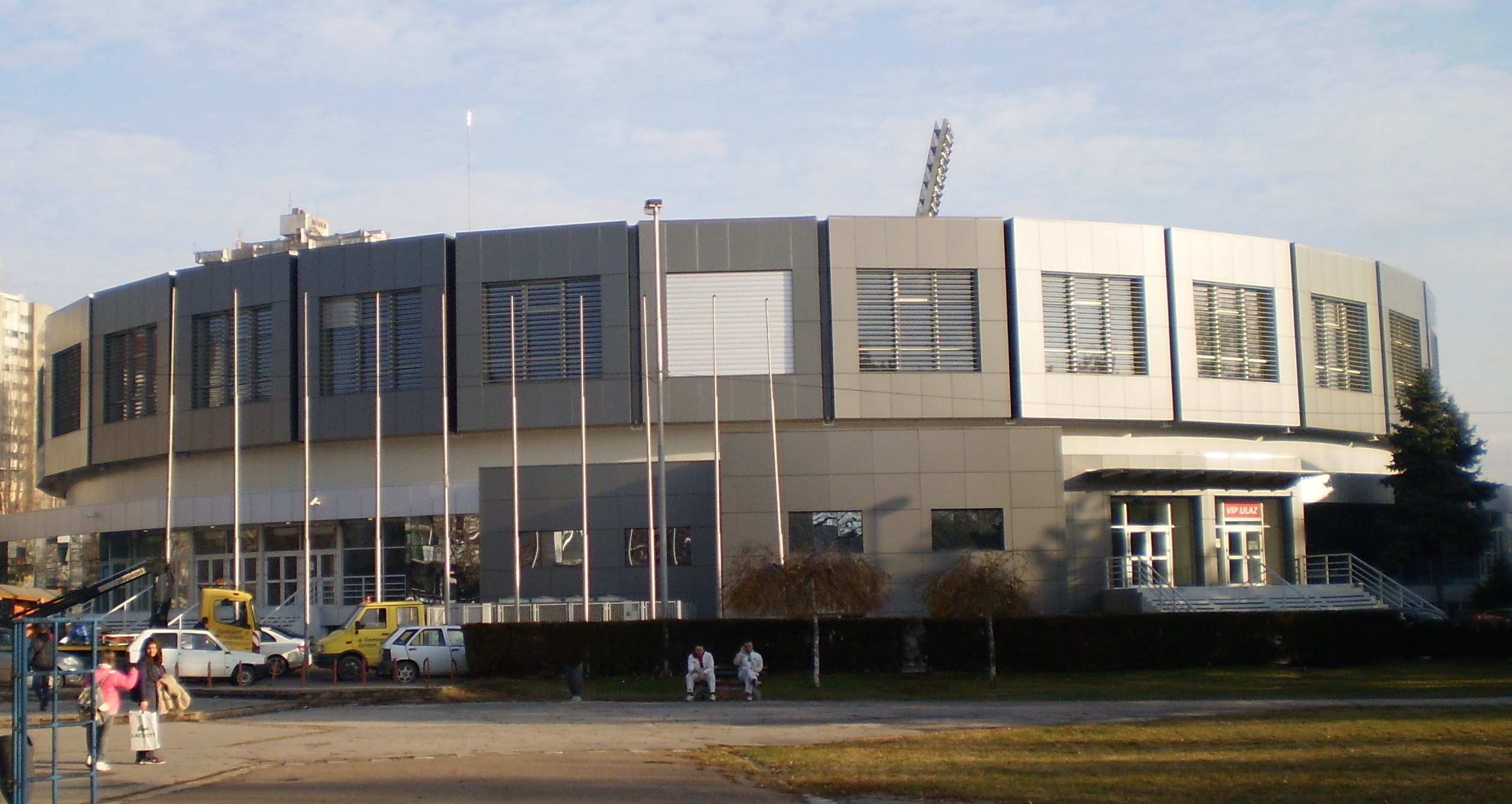
Sportovní hala Čair v Niši.

Výhledově by mělo být v blízkosti Niše budováno nové výstaviště. Dosud se jednotlivé akce tohoto typu konají většinou ve sportovní hale Čair, která je vždy upravována pro potřeby různých kulturních, hospodářských nebo jiných akcí tohoto typu. Pravidelně se zde koná automobilový nebo knižní veletrh.

### Energetika
Místní vodní toky jsou využívány jen minimálně k výrobě elektrické energie. V roce 2019 občané města protestovali peticí proti výstavbě vodní elektrárny Crveni breg na řece Nišavě. U vesnice Ostrovac se nachází malá vodní elektrárna sveta Petka, která je v provozu od roku 1908. Roku 2022 byla u vesnice Vrelo u Niše vybudována rozsáhlá solární elektrárna.

### Obchod
Hlavní obchodní centrum v Niši nese název Kalča a nachází se v samotném centru města. Dokončeno bylo v roce 1993. S náměstím Krále Milana je spojeno podzemní pasáží, vedenou pod třídou Obrenovića. V 90. letech 20. století vznikla i řada dalších obchodních center. V roce 2021 bylo např. otevřeno obchodní centrum Delta Planet.

### Turistika

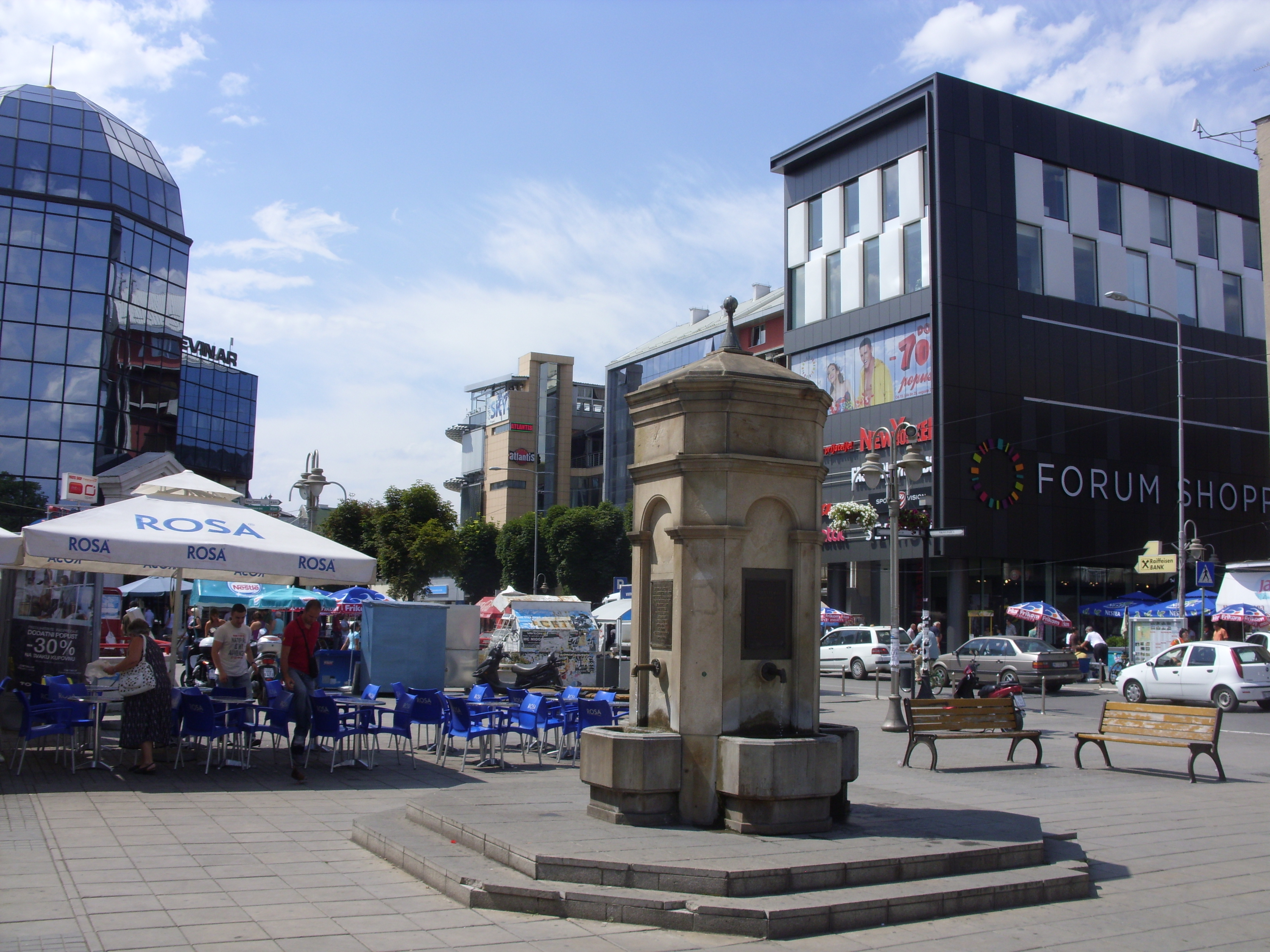
Střed města s obchody a restauracemi.

Vzhledem k početným turistickým atrakcím v okolí, přírodě (např. vrchol Čegar) a nedalekým lázním Niška Banja, navštěvuje Niš značný počet domácích i zahraničních turistů. V roce 2008 do Niše přicestovalo celkem 85 000 návštěvníků (z toho 30 tisíc ze zahraničí), v roce 2010 88 000 (z toho 51 tisích domácích a cca 37 tisíc zahraničních) v roce 2016 to bylo 76 000 lidí a v roce 2018 potom cca 112 000. V roce 2020 došlo vzhledem k epidemii nemoci covid-19 k propadu počtu turistů, Niš se však udržela na 3. místě co do navštívenosti v zemi. V letech 2020 a 2021 následoval pád co do počtu návštěvníků vzhledem k pandemii koronaviru; roku 2021 do Niše dorazilo o 30 % turistů méně, než v období před pandemií.
Ve městě se také každoročně koná mezinárodní veletrh turistiky.
V Niši se nachází cca 25 klasických hotelů a celá řada dalších ubytovacích zařízení.
Do okolních pohoří, která se rozkládají jihovýchodně a severovýchodně od města směřuje turistická trasa s názvem Nišská transverzála. Směřuje např. do pohoří Suva planina.

## Doprava

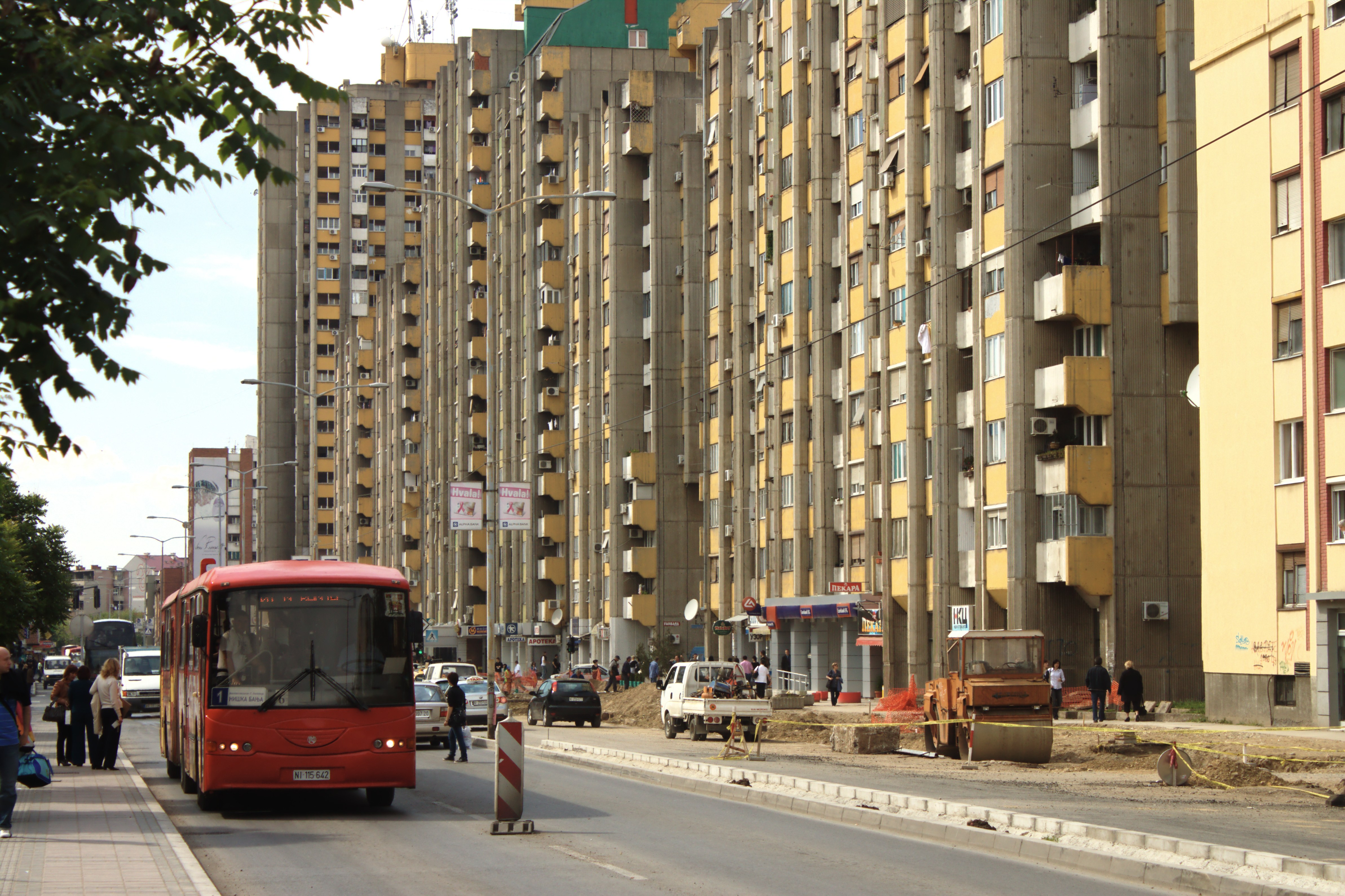
Autobus místní veřejné dopravy

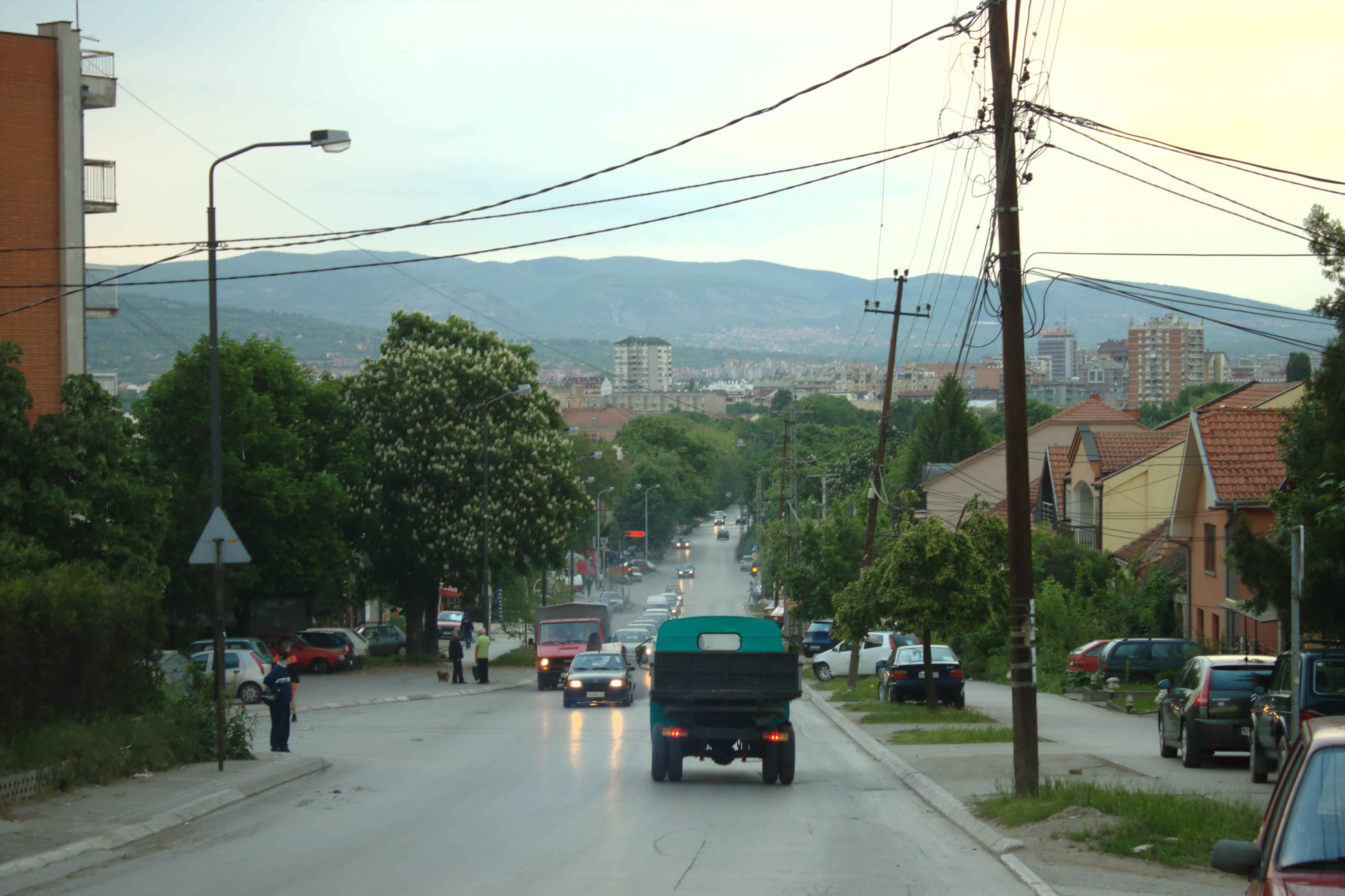
Okraj města

### Silniční
V rámci bývalé Jugoslávie byla Niš klíčovým dopravním uzlem. Přes město byla budována Dálnice Bratrství a jednoty. Dnes má město dálniční spojení na sever s Bělehradem (dálnice A1), na jih se Skopje a na východ se Sofií (dálnice A4). Výhledově by měla z Niše vést také Dálnice míru (srbsky Autoput mira), která bude směřovat přes město Prokuplje na jihozápad k přechodu Merdare s Kosovem a dále do Prištiny. Stavební práce byly zahájeny v prosinci 2021. Dálnice začíná na mimoúrovňové křižovatce Niš-jih (Niš-jug) jihovýchodně od města.
Městskou dopravu v Niši zajišťují autobusy. V letech 1930–1958 mělo město funkční tramvajovou síť, kterou zřídilo na základě válečných reparací od Německa. Dnes je provozu je zhruba patnáct autobusových linek. Jen přes hlavní náměstí (krále Milana) projede denně na 1500 autobusů.a
Autobusové nádraží se nachází v blízkosti nišské pevnosti, u hlavního silničního tahu ve směru k Bělehradu. Výhledově má být přemístěno, stejně jako železniční stanice, blízko k nádraží tak, aby vznikl intermodální přestupní uzel. Rozhodnutí o této změně padlo v roce 2023.
V Niši sídlí autobusový dopravce Niš-Ekspres, který zajišťuje spojení města i se sousedními státy.
Místní silniční síť (resp. souhrn všech komunikací pro automobilovou dopravu na území města Niše) má celkovou délku 391 km. Na území samotného města se celkem nachází šestnáct mostů, z toho 11 v užším centru Niše.

### Železniční
Město představuje významný dopravní uzel pro jih Srbska. Má jedno hlavní nádraží, které se nachází západně od středu města, vzniklo znovu po druhé světové válce, neboť původní bylo zničeno při leteckých úderech na město. Místní železniční uzel zahrnuje ještě nádraží Crveni krst, kde stojí lokomotivní depa a dále seřaďovací nádraží Niš ranžirna.
Železniční směry víceméně kopírují ty silniční; hlavní železniční trať Bělehrad-Niš, dále trať Niš-Dimitrovgrad, nebo např. Niš-Skopje. Místní železniční uzel patří k nejstarším na území Srbska.
Předpokládá se, že tudy budou vedeny i železniční koridory, které mají v Srbsku v budoucnosti vzniknout. Financovat jejich rozvoj má Evropská unie a první z nich má být dokončen roku 2029. Dále má být okolo Niše vybudován železniční obchvat. V souvislosti s tím by u uvedené trati směrem do Dimitrovgradu na bulharské hranici byla část přesunuta mimo město a v centru Niše by se tak uvolnily klíčové volné plochy např. pro novou výstavbu.

### Letecká
Město Niš má i vlastní letiště, které nese jméno podle císaře Konstantina Velikého. To získalo význam v druhé dekádě 21. století také jako destinace některých nízkonákladových aerolinek. Je umístěno na severozápadním okraji města. V roce 2021 odbavilo 146 tisíc cestujících.

## Školství a vzdělanost

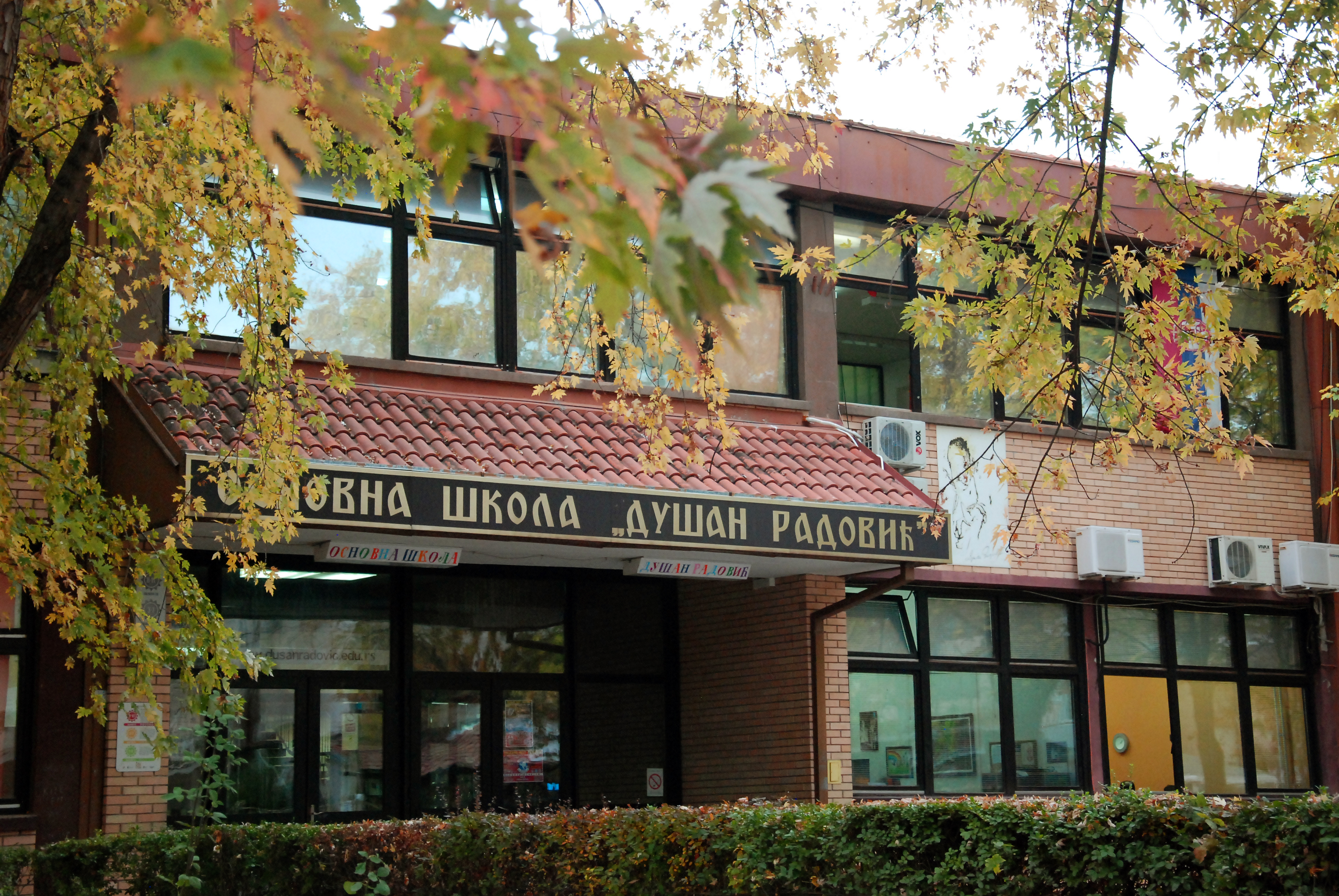
Základní škola Dušana Radoviće v Niši.

V roce 1830 byla založena první moderní základní škola v Niši. V roce 1882 zde byla založena Pedagogická škola, o čtyři roky později i vyšší dívčí škola. V roce 1878, kdy bylo město osvobozeno od turecké nadvlády, činila míra gramotnosti místního obyvatelstva jen 15 %.
Na počátku 21. století existovalo v Niši celkem 118 subjektů, které spadaly do vzdělávacího systému. Jen místní základní školy navštěvovalo na čtyřicet tisíc žáků. Existuje zde celkem 33 základních škol a tři školy speciální. Středních škol se zde nachází celkem 19, dochází na ně pravidelně okolo jedenácti tisíc studentů. Místní gymnázium nese název podle Svetozara Markoviće. V současné době má město i vlastní univerzitu, která byla založena v roce 1965. Ta má čtrnáct fakult, z nichž 3 se nachází mimo území samotného města. Strojní a elektronická fakulta zde byly založeny pro potřeby místního průmyslu v druhé polovině 20. století. Velká část místních fakult stojí v prostoru severně od budovy nišsské pevnosti, kde se nachází univerzitní kampus.
Z obyvatel Niše, kteří vystudovali alespoň nějakou školu, má 19,1 % obyvatel dokončené základní vzdělání, 44,9 % má vzdělání střední a 15,6 % má vzdělání vysokoškolské. Nejvíce lidí bez jakéhokoliv ukončeného vzdělání ve věkové skupině starších 18 let představuje zhruba 1500 žen, starších 65 let. S těmito statistikami město převyšuje celosrbský průměr.

## Ostatní instituce
V Niši se nachází bulharský konzulát. Honorární konzuláty zde má také několik dalších států (Slovensko, Maďarsko, Francie, Velká Británie a Rakousko).
Stojí zde rovněž několik kasáren srbské armády, např. kasárna Stevana Sinđeliće v lokalitě Crveni Krst, kasárna Filipa Kljajiće jihovýchodně od středu města apod.

## Sport

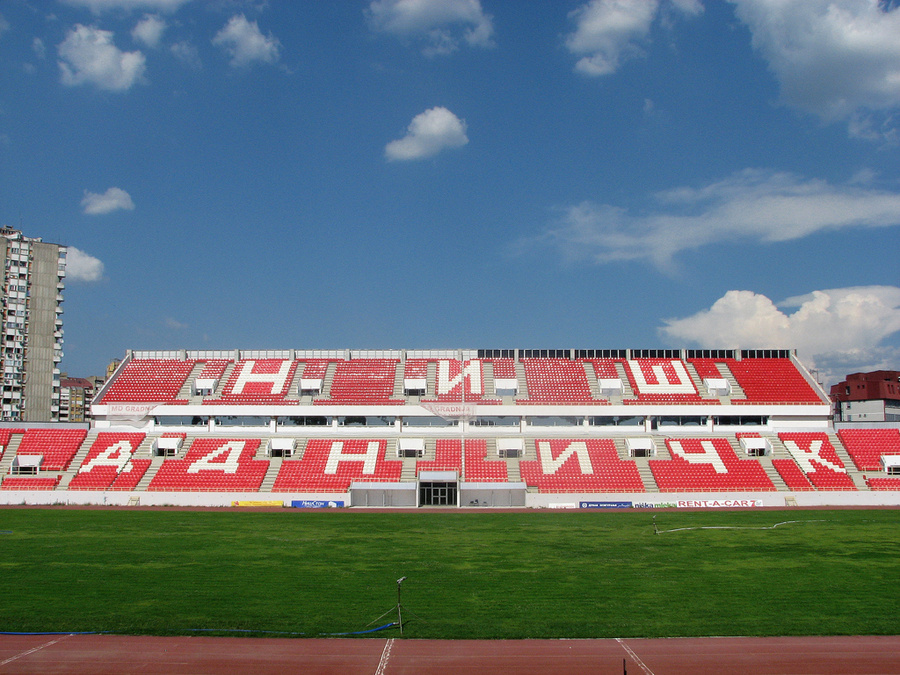
Stadion týmu FK Radnički.

Ve městě Niš existuje přes 200 sportovních organizací, které se zabývají okolo třiceti druhů sportů a účastní se jich na patnáct tisíc sportovců. Nejstarším fotbalovým týmem byl FK Sinđelić, založený roku 1919 a nejslavnějším FK Radnički, založený roku 1923. Místní ženský fotbalový tým ŽFK Mašinac byl založen v roce 1970.
Asi jeden kilometr východně od centra města se nachází v parku Čair sportovní centrum, jehož součástí je i fotbalový stadion s kapacitou 14 000 diváků a sportovní hala. Zde sídlí nejznámější sportovní kluby města, Radnički Niš, který hraje první srbskou ligu, a házenkářský klub první ligy Železničar Niš. Tradičně existoval v Niši stadion Mládeže (Omladinski stadion), též známý pod přezdívkou „Rovče“, který byl vybudován v 50. letech 20. století v rámci Pracovních akcí mládeže (ORA). V roce 2023 byl také budován v Niši akvapark.
Populární sport je zde rovněž i basketbal; v Niši existuje celá řada basketbalových družstev.
Ve městě existuje dlouhá tradice v házené, známé jsou v regionu týmy RK Železničar a ŽRK Naisa. V regionu se proslavil i místní tým Niš 1881, který se zabývá sportovní střelbou.
V roce 2012 město spolupořádalo Mistrovství Evropy v házené mužů.

## Zdravotnictví

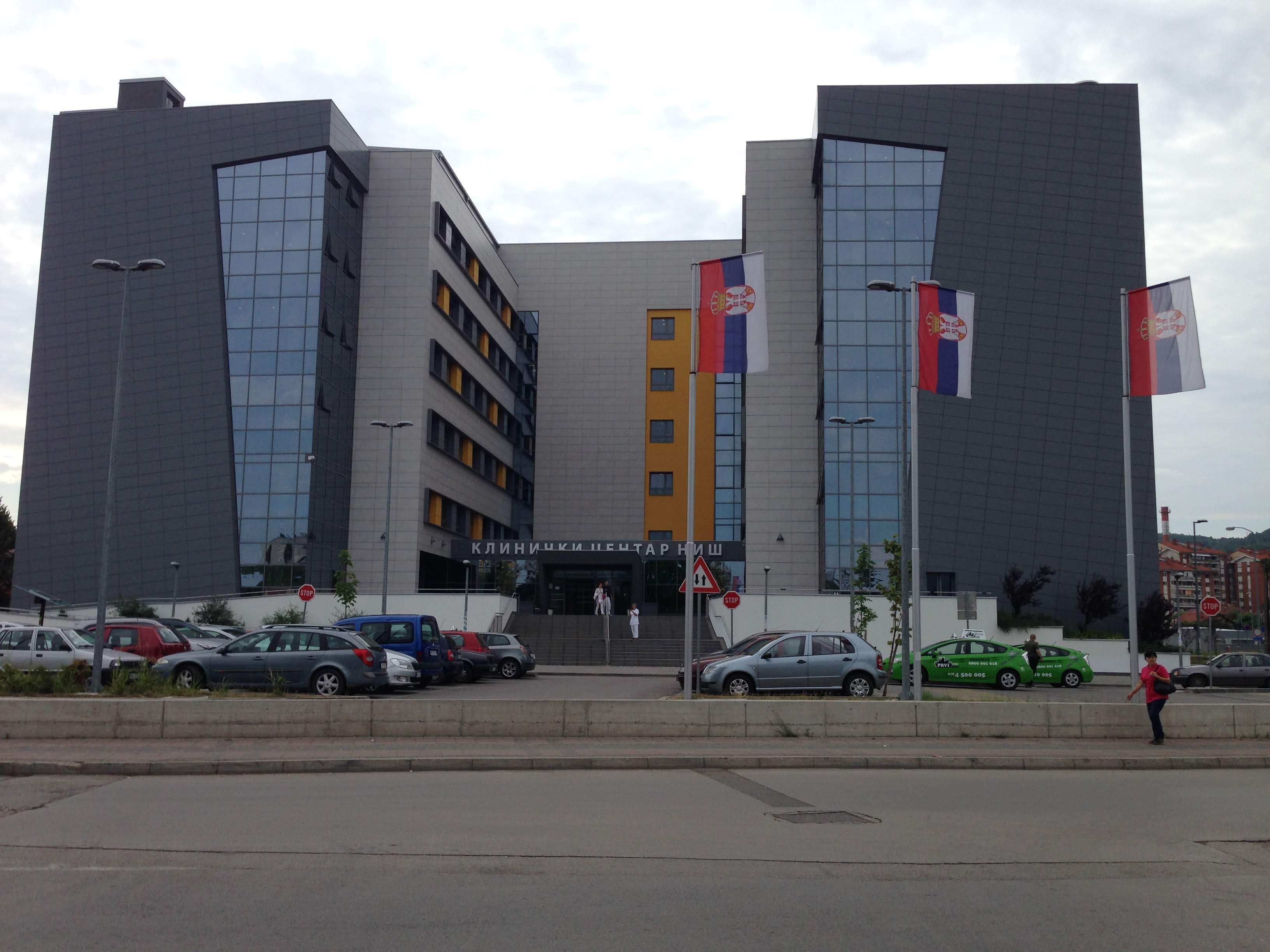
Klinické centrum Niš, hlavní nemocnice města.

Již v roce 1878 byla v Niši založena vojenská nemocnice. Ta zde existuje i v současnosti a ve velké míře slouží i pro potřeby výuky nových lékařů. Od roku 1900 v Niši působil Pasteurův ústav, který se věnoval především očkování a prevenci nemocí. Dnes je součástí Epidemiologického ústavu (srbsky Epidemiološki zavod).
Rozsáhlý nemocniční areál (Klinické centrum Niš) se nachází v jihovýchodní části města, v blízkosti parku Čair. Kromě toho se ve městě nachází i různé polikliniky (srbsky Dom zdravlja).

## Média
Od 18. listopadu 1944 vychází v Niši pravidelně Národní noviny (srbsky Narodne novine), a to nejprve jako týdeník a poté jako deník. Regionální Radio Niš vysílalo od 21. února 1945 do roku 2009. Po roce 1992 začal z města vysílat i větší počet soukromých televizních stanic, jedna z nich (Niška televizija) patří samotnému městu.

## Osobnosti města
- Konstantin I. Veliký (272/273–337), římský císař[67]
- Constantius III. (* ? – 421), římský generál a císař
- Spyridon (cca 1350), pravoslavný patriarcha
- Todor Stanković (1852–1925), srbský diplomat a konzul
- Stevan Sinđelić, bojovník v prvním srbském povstání
- Stevan Sremac (1855–1906), realistický spisovatel. Dnes má v Niši svoji sochu.
- Dobrica Milutinović (1880–1956), herec
- Nikola Uzunović, (1873–1954), jugoslávský premiér
- Mihovil Kombol (1883–1955), chorvatský spisovatel, literární historik a překladatel
- Dragiša Cvetković, (1893–1969), jugoslávský premiér
- Svetislav Milosavljević, (1882–1960), vojenský generál, první bán Vrbaské bánoviny
- Dušan Radović, (1922–1984), novinář a spisovatel
- Vlado Radović, malíř[68]
- Miloš Đorić, (1893–1975), srbský lékař, překladatel
- Žika Milenković, (1928–2008), herec
- Branko Miljković (1934–1961), srbský básník
- Dimitrije Milenković (1935), srbský básník
- Mladen Nedeljković Mlađa (1936–2005), srbský herec
- Jovan Apel (zemřel 1907), průmyslník a zakladatel nišského pivovaru.
- Vladan Đorđević (1844–1930), lékař, spisovatel, politik, předseda srbské vlády, zakladatel vojenské nemocnice v Niši a její první ředitel.
- Nemanja Radulović (1985), violinista
- Stefan Jović (1990), srbský basketbalista
- Sava Ranđelović (1993), srbský hráč vodního póla

## Partnerská města
- Alimos, Řecko
- Bad Homburg vor der Höhe, Německo
- Glyfada, Řecko
- Elektrostal, Rusko (2008)
- Kassandra, Řecko
- Košice,[69] Slovensko
- Krakov, Polsko
- Kursk,[69] Rusko
- Bělgorod,[69] Rusko
- Maroussi, Řecko
- Saltdal, Norsko
- Skopje, Severní Makedonie
- Sparta, Řecko
- Veliko Tarnovo, Bulharsko